# Bartomeu Mates
Bartomeu Mates (Barcelona, ? - ?, 1463) fou un gramàtic i mestre català. Consta que fou batxiller en arts des de 1424, mestre de les escoles majors de Barcelona des de 1431 i mestre en arts l'any 1440.
Autor d'una gramàtica llatina per a ús escolar, la coneguda com a Gramàtica de Mates. Es tracta d'una grammatica prouerbiandi, és a dir, d'un text gramatical llatí de caràcter pedagògic, que utilitza la llengua romanç, en aquest cas el català, com a recurs didàctic a través de frases exemplificatives o prouerbia que es tradueixen al llatí.

## Gramàtica de Mates (incunable)
La Gramàtica de Mates és un incunable imprès a Barcelona, obra de l'impressor alemany Joan Gherlinc a una "edat primerenca", corregit i millorat per Pere Joan Matoses sota els auspicis de Guillem Ros i, segons explica el colofó -acabat al 1468-: "Llibret per a compondre oracions segons requereixen les lleis gramaticals, compost pel docte home Bartomeu Mates i corregit i millorat per Pere Joan Matoses ministre de Crist i prevere, a expenses de Guillem Ros i imprès amb artifici meravellós per Joan Gherling, alemany. s'acaba a Barcelona a les nones d'octubre (dia 7) de l'any 1468 de la Nativitat del Senyor".

## Obres
- Libellus pro efficiendis orationibus ut grammatice artis leges expostulant, e docto uiro Bertholomeo Mates conditus, et per P. Iohannes Matoses, Christi minister presbyterque castigatus et emendatus sub impensis Guillermi Ros, et mira arte impressa (?) per Iohannem Gherlinc alamanum finitur Barcynone nonis octobriis anni a natiuitate Christi MCCCCLXVIII.
- Principia artis grammatices ad prouerbiandum perutilia per Magistrum Mates edita. Impressum Barchinone per Iohannem Luschner anno natiuitatis Dominis MDIII.